# Axel Rune (politiker)
Axel Olof Rune (i riksdagen kallad Rune i Västervik), född 22 april 1866 i Bolstad, död 21 oktober 1927 i Stockholm, var en svensk borgmästare och politiker (frisinnad). Han var bror till Albin Rune och farbror till Axel, Erik och Lars Rune.
Axel Rune, som var son till en godsägare, avlade kansli- och hovrättsexamen vid Lunds universitet 1887, blev förste rådman i Västerviks stad 1896 och var borgmästare där från 1902 till sin död. Han var också landstingsfullmäktiges ordförande i Kalmar läns norra landsting 1919–1927.
Rune var riksdagsledamot 1906–1927 och tillhörde Frisinnade landsföreningens riksdagspartier: fram till 1923 Liberala samlingspartiet och efter den liberala partisplittringen detta år Frisinnade folkpartiet. Fram till lagtima riksdagen 1919 tillhörde han andra kammaren: 1906–1908 för Västerviks och Eksjö valkrets, 1909–1911 för Västerviks stads valkrets och från 1912 till lagtima riksdagen 1919 för Kalmar läns norra valkrets. Han övergick till första kammaren vid dess nyväljande 1919 och satt alltså där från urtima riksdagen 1919 till sin död, 1919–1921 för Kalmar läns norra valkrets och från 1922 för Kalmar läns och Gotlands läns valkrets.
I riksdagen var Rune bland annat ledamot i bevillningsutskottet 1912–1919 samt 1920–1922. Han var också ledamot i Liberala samlingspartiets förtroenderåd 1917–1923. Han engagerade sig främst i administrativa och finansiella frågor, och ingick också i flera statliga utredningar.